# Adsorption
Adsorption is een internationaal, aan collegiale toetsing onderworpen wetenschappelijk tijdschrift op het gebied van de
fysische chemie en
chemische technologie.
Het wordt uitgegeven door Springer Science+Business Media namens de International Adsorption Society en verschijnt 4 tot 6 keer per jaar.
Het eerste nummer verscheen in 1995.